# 几厘米
几厘米（韩语：총몇명）是 韩国的YouTuber网络动画画师。因为其独特的画风而成为话题，更新频率主要周更。
从2018年10月31日开始上传。在2019年，netmarble通过官方youtube频道moma TV公开了“我的天才”吉祥物“丹尼斯”登场的合作视频。